# Albert Faura i Aranyó
Albert Faura i Aranyó (Barcelona, 1835 - 10 de febrer de 1895) fou un advocat i polític català, alcalde de Barcelona el 1877-1879 i 1884-1885.
Llicenciat en dret, fou vocal del Col·legi d'Advocats de Barcelona de 1879 a 1885 i de 1891 a 1895. Era propietari urbà i relacionat amb els cercles financers de Manuel Girona i Agrafel. Membre del Partit Conservador, fou escollit regidor de l'ajuntament de Barcelona per aquest partit a les eleccions municipals de 1877, i ocupà l'alcaldia de Barcelona de març de 1877 a juny de 1879, i novament de febrer a juliol de 1884. El 1885 fou nomenat vicepresident de la Diputació de Barcelona.